# Sicuicho
Sicuicho es una localidad del estado mexicano de Michoacán. Es parte del municipio de Los Reyes.

## Toponimia
El nombre «Sicuicho» proviene de los términos en purépecha: sicuiri, cuero; tzio, locativo. Su significado es «Lugar donde despellejan» o «Lugar de pieles». El nombre hace referencia al ganado que era sacrificado y despellejado en ese lugar.

## Demografía
| Gráfica de evolución demográfica |
|                                  |

| Censo | Población |
| ----- | --------- |
| 1900  | 1046      |
| 1910  | 857       |
| 1921  | 423       |
| 1930  | 779       |
| 1940  | 819       |
| 1950  | 1054      |
| 1960  | 977       |
| 1970  | 1272      |
| 1980  | 1227      |
| 1990  | 1358      |
| 2000  | 1505      |
| 2010  | 1755      |
| 2020  | 2313      |